# Tamires Cássia Dias Gomes
Tamires Cássia Dias Gomes, conosciuta semplicemente come Tamires (Caeté, 10 ottobre 1987), è una calciatrice brasiliana, difensore del Corinthians e nella nazionale brasiliana.

## Palmarès

### Club
- Campionato danese: 2

Fortuna Hjørring: 2015-2016, 2017-2018
- Campionato brasiliano: 1

Centro Olímpico: 2013
- Coppa di Danimarca: 2

Fortuna Hjørring: 2015-2016, 2018-2019

### Nazionale
- Argento olimpico: 1

Parigi 2024
- Copa América Femenina: 3

2014, 2018, 2022
- Torneio Internacional de Futebol Feminino: 3

2013, 2014, 2015
- Giochi panamericani: 1

Canada 2015